# Альстер, Ладислав
Ладислав Альстер (чеш. Ladislav Alster; 2 июня 1927 — 11 января 1991, Прага) — чехословацкий шахматист, журналист.
Чемпион Чехословакии (1956). В составе сборной Чехословакии участник 12-й Олимпиады (1956) в Москве и 1-го командного чемпионата Европы (1957) в Вене.